# Томас Хобс
Томас Хобс (на английски: Thomas Hobbes) е английски философ-емпирик. Най-известният му труд е „Левиатан“ (1651). Хобс посвещава много свои трудове на политическата философия и на други теми. Съвременник е на Френсис Бейкън и на Рене Декарт и пише отзиви за Декартовите „Размисли“.

## Биография
Годината на раждането на Томас Хобс (когато Непобедимата армада напада Англия), както и целият му живот преминават под знака на едни от най-драматичните събития в новата история на Англия. Това е времето, свързано с края на властта на кралица Елизабет I и с победата на първата английска революция, осветена с обезглавяването на Чарлз I, управлението на Оливър Кромуел и Реставрацията на Стюартите. Хобс е роден в семейството на викарий в малкото крайбрежно градче Уестпорт (провинция Малмсбъри). Баща му бил селски свещеник, а майка му обикновена селянка. Получава висшето си образование по право, философия и класически езици в Оксфордския университет. Като възпитател в дома на известния английски политик лорд Кавендиш бъдещият философ прекарал няколко години в Италия, където се запознал с Галилео Галилей. Оттогава датира афинитетът му към математически занимания, както и убеждението му, че математическият метод трябва да бъде приложен към всички области на науката. Хобс е бил толкова впечатлен от логическото изящество на Евклидовата геометрия, че възкликнал: „За Бога, това е невъзможно!“. В биографията му важно място заема и годината, когато е бил личен секретар на Франсис Бейкън. Това определя материалистическата насока на неговата мисъл, както и критиката и трудностите, произтичащи от приложението на индуктивните методи във философията.
Като емигрант във Франция заедно със семейството на лорд Кавендиш, Томас Хобс известно време е преподавател по математика на бъдещия Чарлз II. По времето на Кромуел философът се завърнал в Англия, но скоро бил принуден да я напусне отново, защото след публикуването на неговото съчинение „Левиатан“ (1651 г., Англия) той е обвинен в подкрепа на монархията.
Създателят на новия рационализъм Рене Декарт отправил покана до своя именит английски колега да вземе отношение към неговото съчинение „Размишления върху Първата философия“. Хобс му изпратил своите петнадесет възражения (толкова са и отговорите от страна на Декарт). Това безспорно е един от най-добрите примери за теоретичен диспут между двама велики философи.

## Философията на Хобс
Завърнал се в своята родина, до края на живота си Хобс изцяло е отдаден на философско творчество. Неговите основни съчинения: „За тялото“, „За човека“ и „За гражданина“, представляват завършена система на механистичния материализъм на 17 век.
В политическата философия на Томас Хобс се отразява противоречиво духът на Английската революция. Възгледите на Хобс оказват голямо влияние върху европейската политическа мисъл на Новото време. Маркс нарича Томас Хобс „геометризатор на Бейкъновия материализъм“, а Бъртранд Ръсел смята, че е много трудно да бъде определена философската физиономия на Хобс, тъй като в нея сложно са преплетени различни теоретически тенденции. Но именно съчетанието на логическите изисквания на механистично-материалистическата и номиналистическата онтология (съществуват само единични тела) с рационалистическата методология (истината е само в тези положения, на които може да се припише всеобщо значение), придава и до днес на философската система на Томас Хобс изключително значение за разбирането на основните тенденции на новата европейска философия.
В стремежа си да превърне философията в наука, Хобс отъждествява цялата наука с философията. „Науката, т.е. познаването на следствията от причините, което се нарича също философия“ (Левиатан). Тук Хобс има предвид всички познати по това време науки, които той разглежда като подразделения на философията. Знанието, което може да бъде причислено към науката и философията, според него е това, което разкрива „последователната зависимост на твърденията едно от друго“. Това именно отличава разсъждението (логическото познание) от непосредственото наблюдение. На това основание философията се отъждествява с „естествения разум“.
Превръщането на философията от „наука над науките“ в „цялата наука“ е израз на Хобсовото разбиране, че „има два вида знание“, от които едното е знание за факти, а другото – „знание за последователната зависимост на едно твърдение от друго“. Знанието за фактите, което се опира върху усещанията и паметта (обхваща естествената и гражданската история), може да даде изчерпателно описание на изучаваните събития и факти, но това още не ги обяснява. Другият вид знание почти винаги е „условно“, защото установява не конкретни факти, а утвърждава необходими зависимости между нещата. „Това е знанието, което се изисква от философите, т.е. от тези, които претендират, че могат да разсъждават“, пише Хобс във встъплението към „Левиатан“. Според Хобс методът на философското (научното) изследване „е отчасти аналитичен, отчасти синтетичен; намирането на принципите на сетивните възприятия става чрез аналитичния метод, а всичко останало – чрез синтетичния метод. Хобс уточнява, че аналитичният метод служи „да се установят отделните предпоставки на действието“, а синтетичният – да се „обедини в едно това, което последва от взаимодействието на всяка отделна предпоставка като такава“. Хобс не е рационалист в строгия смисъл на думата. Той изхожда от сенсуалистичната предпоставка, че „първите начала на всяко познание са сетивните образи и въображението; за тях ние знаем по природа, че съществуват“. Но защо те съществуват и от какви причини произлизат, „може да се познае само чрез научното заключение, което... се състои в отделяне и разлагане и после в обобщаване“. Хобс разглежда опита като съвкупност от сетивни знаци, които само свидетелстват за съществуването на обективната реалност. Тя самата не е дадена в опита. Затова научното познание започвало с въпроса за причината за произхода и съществуването на съвкупността от сетивни знаци и довеждало до разкриването на основните характеристики на обективната действителност. Най-напред следвало да се разложи мислено причината за преживяването, на сетивните знаци, т.е. онтологичният (обективно-реалният) обект на „неговите основни елементи“. Под „основни елементи“ на обекта (тяло) Хобс разбира неговите най-общи (и най-прости) свойства и отношения.
Той следователно изхожда от вярното допускане, че те се съдържат в природата на отделното нещо. Причините на тези всеобщи свойства и отношения (универсални) са „самоочевидни“, в смисъл че са известни „от природата“. Хобс не дава по-нататъшно разясняване на тази очевидност. За него е важно преди всичко, че тези причини се свеждат до една всеобща – движението на телата, различните модификации, на което са причина за различните универсалии. Например линията възниква от движението на точката, повърхнината – от движението на линията, едно движение – от друго и т.н. Синтетичният метод започва от определенията на универсалиите и техните причини, и е мислен от Хобс като реконструкция на независимия от човешкото познание обект. Концепцията на Хобс за връзката на аналитичния и синтетичния метод в научното познание получава по-нататъшно развитие в диалектикологическия принцип за възхождането от абстрактното към конкретното в теоретичното възсъздаване на обекта като развиваща се система от определения у Хегел.
Въпросът за природата на логическото познание на действителността е поставен от Хобс като един от най-важните проблеми на философията като наука. Този проблем заема централно място в следващите рационалистически системи. Във връзка с него се водят главните спорове между емпириците и рационалистите. Въпросът за природата на логическото познание на действителността не е изгубил значението си и днес.
В периода, когато отделните науки (с изключение на математиката и отчасти физиката) все още не са навлезли в своя теоретичен стадий на развитие, голямо значение придобива изясняването на принципите, върху които се основава логическото (необходимото) познание на действителността. Логическото познание на заобикалящия ни свят има такова изключително предимство пред емпиричното, че не е приковано към числото на известните факти. Под един научен закон, дори и когато се разпростира върху ограничена област, той подвежда всички (опитно никога неизброими) минали, настоящи и бъдещи факти. Какво е основанието ни да сме сигурни в истинността на заключения, които се отнасят до никога ненаблюдавана (или която още не е налице) действителност? От отговора на този философски въпрос в най-голяма степен зависи обосноваването на практическото приложение на научните теории.
Като рационалиста Рене Декарт, Томас Хобс е убеден, че до необходимото познание за предметния свят не може да се стигне по опитен път – „от опита не следва нищо всеобщо. Ако знаците в двадесет случая са верни и само в един лъжат, то човек може да се обзаложи, поставяйки двадесет против едно, че явлението ще настъпи, но не може да мисли своето заключение за истинно…“ („Левиатан“). Но за разлика от своя френски колега английският материалист не търси в човешката душа вродени идеи и принципи, които говорят за абсолютната същност на външната действителност. Напротив сетивният опит и за него, както и за Бейкън остава единственият източник на познанието. Фактът на сетивното възприятие според Хобс говори, че вън от нашето съзнание съществуват материални тела. С това той отхвърля всички съмнения на Декарт относно обективното (независимото от съзнанието) съществуване на материалния свят. Нещо повече, за него единственото реално съществуване, в което не можем да се съмняваме, това са материалните тела. Поради това и всяка наука се отнася само до телата като към свой предмет.
Определението, което Хобс дава на тялото, подчертава признака – независимост от всяко (Божествено и човешко) съзнание: „...тялото е онова, което не зависи от нашето съзнание и съвпада или съществува в някаква част от пространството“ („За Тялото“). Единствено телата – естествените (природните) и изкуствените (държавата и нейните учреждения), са предмет на науката. Така Хобс освобождава механистичния материализъм от концесии с теологията, които все още имаха място във философската система на Франсис Бейкън. Разделянето на телата на естествени и изкуствени показва, че Хобс, подобно на Декарт, смята за действителни само предметите на математиката и механиката. Това е израз на тенденцията най-развитите в дадено време науки да се издигат до идеал за научно познание изобщо и да оказват значително влияние върху разбирането и обяснението на обективната действителност. Обявяването на обикновените тела за единствените реални съществувания – това е основата на Хобсовия номиналистически онтологизъм. Само тялото трябва да бъде признато за субстанция. Това е насочено срещу приемането на абсолютни същности, окултни качества, свръхестествени същества и пр. В опита тялото ни се представя чрез „акциденции“, които са резултат от въздействието на външните тела върху сетивата, но се намират единствено в качеството им на наши възприятия. „Ние определяме акциденцията като начина на възприемане на едно тяло“, пише Хобс в „За тялото“, като с това ни предпазва от отъждествяване на акциденцията с присъщите на самото тяло качества.
Метафизическият метод на мислене постепенно налага възгледа, че се изменят само качествата (акциденциите), но не и предметът сам по себе си. Така най-дълбоката вътрешна субстанциална природа на предмета се обвързва с неизменно ядро, което стои „под“ качествата, което поради това не може да се възприеме в сетивния опит, но което именно е „истинският“, за разлика от видимия предмет. Във философията на Хобс и Декарт телесността се отъждествява с протяжността, поради това математиката и по-специално геометрията, а не естествознанието, е истинската наука за същността на природното битие.
Теоретическите опасности, произтичащи от този възглед, се проявяват най-очебийно в трактовката на познавателния процес. Във външния предмет има само механическо движение на частиците, което предизвиква съответната реакция в нашата сетивна организация. В този смисъл опитните предмети са само „образи“, „видимост“, „мними“, тъй като ние ги възприемаме като че ли са външните предмети, докато в действителност те са дадени единствено на собствения ни ум. Следователно непосредствено възприеманите в сетивния опит предмети не са самите външни неща и не даже техни адекватни образи, а „сетивни призраци“, които само говорят, че независимо от нашето съзнание съществуват материални тела, въздействали върху сетивата. По такъв начин Хобс издигна непреодолима за разума преграда от „сетивни призраци“ между познаващия човек и познаваната действителност.
Номиналистическото убеждение, че реални са само нещата и техните пространствени определения, у английския философ се съчетава с рационалистическото признаване за истинно единство на това знание, на което е присъщо всеобщо значение. Но доколкото възприеманите обекти са само „сетивни призраци“, съгласуването на всеобщото и необходимо знание със същностите черти на действителността е теоретически непостижимо. Обхващащата всяко научно знание философия се обособява изключително в света на мисловните операции. Мисленето се схваща като събиране и изваждане на идеи – действие, което няма връзка и не може да съответства на реалните процеси в действителността.
Всеобщо значение, към което се стреми мисленето, според Хобс може да притежава само „името“ (думата). Но това означава да се приеме съществуването на обективна обща същност на познавания предмет. Името „човек“ например се отнася до Питър, Джон и до всички други отделни хора, но не и до някаква „човешка природа“ изобщо. Такова нещо няма нито като опитно възприятие, нито като мисловна идея. Нещо повече, за нашия ум нещата придобиват тъждественост само доколкото се означават. Благодарение на това, че се свързват с една дума: ябълка, куче, слънце, ние приемаме нещата като реални единства от свойства, без сами по себе си да са такива. „Когато разглеждаме идентичността на даден предмет, трябва да обърнем внимание на даденото му име“ („За тялото“).
Така не само човешкото мислене за предметите, а и самото тяхно съществуване като опитни обекти се оказва невъзможно без намесата на езика. Изобщо, според Хобс, най-важна черта на човека е да дава имена и чрез тях да формулира общи положения и силогизми. Истината не е в адекватното съответствие на нашите възприятия и мисли с действителните качества и същност на нещата, а в методически правилното съчетание на имената. „Оттук може да се заключи, че първите истини са били произволно създадени от тези, които най-напред са дали имена на нещата, или от този, който е получил тези имена от изобретилите ги хора. Така например изразът „Човекът е живо същество“ е истинно само поради това че някога на хората им е дошло наум да дадат тези две имена на едно и също нещо („За тялото“).
Още в знаменития им диспут Рене Декарт възразява на Томас Хобс против превръщането на думите от средство за общуване между хората в познавателното съдържание на всяко познание: „Обаче при разсъждението се касае не за съчетание на имена, а на нещата, обозначени с тези имена. И аз се учудвам, че нещо противоположно може да дойде наум на някого. Кой ще се усъмни в това, че един французин и един немец могат да имат еднакви разсъждения и мисли за едни и същи неща, макар че си служат със съвършено различни думи? Нима философът не произнася присъда над самия себе си, когато говори за споразумения, чрез които ние произволно установяваме значението на думите? Ако той признава, че думите означават нещо, то защо не иска да се съгласи, че нашите разсъждения по-скоро се отнасят до обозначеното нещо, отколкото само до самите думи?“
Критичните думи на създателя на новия рационализъм могат да бъдат отнесени не само към Томас Хобс. Те придобиват актуално значение, ако се пренесат към най-модерните теории на лингвистическо-аналитичната философия.
Времето наложи на Хобс да определи личното си отношение към проблемите на обществото, преди да е разработил основните си философски идеи. В държавата той видя едно механично тяло, което като чужда сила е подчинило тези, които са го създали.
Тревожните дни на Първата английска революция се пречупват в съзнанието на философа като неудържим стремеж към нормално и спокойно човешко общуване. За разлика от Бейкън при Хобс на преден план стои научното обяснение на обществото (като средство за разкриване на причините за гражданските войни и постигането на мир). Той поставя философията в служба на най-болния по това време въпрос – преодоляването на последствията от гражданската война. Раздирано от противоречия английско общество съвсем естествено намира идейно отражение в творчеството на Хобс. Най-голямото зло според него са социалните вълнения и революции. Страхът от войната е накарал далечните ни предци да сключат „обществен договор“, като създали държавата. Защото по природа „човек за човека е вълк“ и той може да бъде възпрян в своята агресивност единствено от една могъща сила, каквато е властта на управляващия чрез закони монарх. В името на своето оцеляване хората преотстъпили на държавата всичките си права, произтичащи от тяхното природно равенство. Така човекът се превърнал в социално същество, заплащайки своята сигурност с личната си свобода.
Описвайки контурите на конституционната монархия, Томас Хобс е убеден, че спрямо държавата и нейните закони всички граждани трябва да бъдат поставени в еднакво отношение независимо от произход и богатство. Той не е съгласен с Аристотел, че едни хора са умни и следователно поначало предназначени за управление, а други физически силни и годни за служба. Да се делят хората на господари и слуги според различните умствени способности, заявява той, противоречи на разума и опита. Държавата от своя страна е длъжна да защитава интересите на всички свои поданици.
В основата на своите политически възгледи Хобс поставя принципите на човешкия разум. Не божествения разум, нито предопределените природни различия между хората, а тяхното универсално качество да познават света и да действат разумно стоят в основата на създаването на държавното управление.
В своите съчинения и особено в „За гражданина“ и „Левиатан“ Хобс извежда на преден план при обяснението на човешките взаимоотношения материалните интереси. На него принадлежи знаменитата фраза, че ако алгебричните равенства и геометричните теореми засягаха нечии интереси, те отдавна да са оборени. А ако това се окаже невъзможно, то математическите книги отдавана да са изгорени.

### „Левиатан“
Левиатан е написана през 1651 г., а заглавието ѝ идва от името на библейското чудовище Левиатан. Книгата се занимава със структурата на обществото и в нея Хобс привежда доводи в полза на социалните контрасти и управлението на абсолютен суверен. Повлиян от Английската гражданска война, Хобс пише, че хаосът или гражданската война – ситуации, определени от мотото Bellum omnium contra omnes (войната на всички срещу всички), могат да бъдат избегнати само чрез силно централно управление. По този начин той отрича правото на бунт към обществения договор. Но Хобс взима под внимание и възможното разпадане на държавата. Докато обществения договор е бил направен за да установи държава, която да осигурява „мир и защита“ на хората, то договорът би бил безсмислен ако правителството не защитава своите граждани. В такъв случай човекът автоматично би се върнал в естественото си състояние до създаването на нов обществен договор.
Първата част на „Левиатан“ се нарича „За човека“. В нея Хобс анализира обществото започвайки с човека и неговите сетива. Той развива това в редица от дефиниции и посочва нуждата от тях. Хобс открива трите основни причини за конфликта в естественото състояние на човека, което според него е „войната на всеки срещу всеки“. Тези причини са съперничество, неувереност и слава. Неговият първи природен закон гласи, че всеки човек трябва да се стреми към мир, доколкото той има надежда, че ще го получи, и когато не може да го получи той може да търси и използва всички средства и предимства на войната. В естественото си състояние всеки човек има право на всичко, дори и на тялото/трупа един на друг. Но, за да осигури предимствата на мира вторият закон гласи, че човек е желаещ както и всички останали... да утвърди правата си над всичко, и да бъде доволен с толкова свобода срещу другите хора, както той би позволил на другите хора срещу него. Това е началото на споразумения. Следователно неправдата е неуспех да се изпълни споразумение, а всичко друго е правда.
Втората част на книгата се нарича „За държавата“. Според нея функцията на държавата е да осигури оцеляването на хората и по-задоволителен живот. Според Хобс суверенът има 12 основни права:
1. Тъй като едно споразумение не може да отмени предишно, то поданиците не могат (законно) да променят формата на управление.
2. Тъй като с договора създаващ държавата поданиците дават правото на суверена да действа вместо тях, то суверенът не може да наруши договора, следователно поданиците не могат да искат да бъдат освободени от договора поради действията на суверена.
3. Изборът на суверен е (на теория) според мнозинството на вота, малцинството се е съгласило да се съобразява с това.
4. Всеки поданик е автор на действията на суверена, оттук суверенът не може да нарани никой от поданиците си и не може да бъде обвинен в неправда.
5. Следователно суверенът не може да бъде убит от поданиците си.
6. Тъй като, целта на държавата е мир и суверенът има правото да прави каквото счита за нужно, за да запази мира и сигурността, следователно суверенът може да определя кои мнения и доктрини са нежелани, кой ще има правото да говори на множеството и кой ще разглежда доктрините на всички книги преди да бъдат издадени.
7. Да изготви правилата на гражданския закон и собствеността.
8. Да бъде съдия.
9. Да води война или мир, както той реши, и да командва армията.
10. Да избира съветници, министри, магистрати и офицери.
11. Да възнаграждава с почести и богатства или да наказва с телесни или парични наказания.
12. Да установи закони за почести и скала за заслуги.

Третата част на книгата е озаглавена „За християнската държава“. В нея Хобс изследва същността на християнската държава. Това веднага повдига въпроса на кое Свето писание трябва да вярваме и защо. Ако всеки човек може да твърди, че свръхестественото откровение е по-висше от гражданския закон, тогава би настъпил хаос, а пламенното желание на Хобс е да избегне това. Затова той твърди, че не можем със сигурност да знаем, че думите на някой друг са божествено откровение.
Заглавието на четвъртата част на „Левиатан“ – „За кралството на тъмнината“ не означава Ад (Хобс не е вярвал в Ада и Чистилището), а тъмнината на незнанието противопоставено на светлината на знанието – „Кралството на тъмнината... е нищо друго освен заговор на измамници да се сдобият с владение над хората в сегашния свят, опит, чрез тъмни и погрешни доктрини, да изгасят в тях светлината...“

### Държавата
Според Хобс държавата е изкуствено тяло, създадено от хората, за разлика от естественото. В проявлението си държавата се подчинява на законите на механиката и тя от своя страна е сложен механизъм. Нейното изучаване предполага както всеки друг механизъм, тя да се разчлени на съответните части и елементи, нейна частица е човекът. Първата теза, която защитава Хобс, е че държавата не е съществувала вечно, тя е създадена. Поради тази причина той се опира на идеята за естественото състояние. В него хората са равни, в своята свобода да си вредят един на друг, това право е присъщо на всеки. За това в естественото състояние хората се намират в непрекъсната война.
Според Хобс човекът е едно от множеството природни тела и от гледна точка на механиката естествено състояние е състоянието на ентропия, на постоянен сблъсък между телата, но човекът е и духовно същество, част от духовната му природа е и правният разум. Водени от него хората формулират естествените закони и следвайки ги преодоляват естественото състояние и преминават към гражданското, което от своя страна има за цел да постигне мир и той да се спазва. Тази цел, според Хобс, се постига чрез създаване на държавата. Тя се създава въз основа на договор, който включва две клаузи. Първата – всеки индивид се отказва от своите естествени права, от възможността си сам да ги реализира, защитава. Eстественото състояние, в което се намират хората, е състояние на война на всички против всички, когато всеки се води по своя собствен ум, за да запази живота си. В естествено състояние всеки човек може да бъде съдия и изпълнител на присъдата си, като той казва, че основно човешко право е правото на сила. Заради това е необходимо нещо повече от спогодба, а това е обща власт, която да всява страх у хората и да насочва действията им към общото благо. Това обединение на хората трябва да ги накара да се откажат от всичко, а да имаш право на всичко значи да нямаш право на нищо. Хората трябвало да предадат своите права на едно лице-суверен или събрание от хора, който застава начело на така създадения „изкуствен човек – държава“, Хобс нарича тази държава „Левиатан“. Изключение се прави единствено с правото на живот и на собственост, хората не се отказват от тези свои права. Втората – всички останали естествени права и тяхната защита преминават върху едно лице или едно събрание от лица, което свежда волите на всички до една обща воля. Този отказ за изключване на права и отказването на свобода се нарича „Oбществен договор ”. Тази обща воля е държавната власт, а хората, подчинени на нея, създават едно изключително тяло – народната държава.
Митичното чудовище „Левиатан“ или държавата е едно лице, отговорно за действията, заради които е създадено. Неговите задачи са да гарантира на индивидите техния мир и да им осигури защита. В изпълнението на тези задължения държавата може да използва всички сили и средства както сметне за необходимо. Това дава основа на някои да определят Хобс като идейния баща на тоталитаризма. Верен на своя подход той си обяснява държавата като я сравнява с човешки организъм, с изкуствен човек, значително превъзхождащ по сила и размери естествения човек. Определена роля има върховната власт, тя е душата, която дава живот и движение на политическото право. Длъжностните лица са ставите, а съветниците са паметта, а нормите предвиждащи наказание са нервите на Левиатана. Това тяло също боледува, а гражданските войни водят до смъртта му.
Властта е съсредоточена в държавния орган, който може да е едноличен или колективен. Тъй като властта се установява по всеобщо съгласие, то никой не може да се противопоставя на нейния носител. Той остава абсолютен суверен. По силата на договора, който извежда Хобс, гражданите са в голяма степен безправни. Правомощията на монарха са толкова големи, че се стига до противопоставяне на права и задължения. Всички права са съсредоточени в ръцете на монарха, а за простолюдието остават само задълженията. Пак по силата на договора, върховната власт освен неограничена е и неотговорна, Хобс привежда много примери, за това, че поданиците могат да се противопоставят. Неговите правомощия са неприкосновени, както и неговата личност. За Хобс каквото и да е право на съпротива е изключено, това схващане е преодоляно за някои от Джон Лок. Гражданите на Хобс не могат да се противопоставят на суверена и да отказват обществените си задължения след като веднъж са се договорили, че не могат да се откажат от договора, тъй като това ще ги върне към естествения хаос. Гражданите не могат да сключат друг договор, защото веднъж вече са се задължили да признаят властта на своя суверен. Накрая властта е неделима и не може да се прехвърля на друг субект, това би било разрушение на нейната цялост. За учредена държава се смята, когато голям брой хора се споразумеят и сключат спогодба помежду си за да живеят в мир зедно и да бъдат защитени. По този начин тези поданици не могат да свалят монархията без позволението на монарха. Също не могат да прехвърлят пълномощията, на този който ги представлява, върху някой друг човек или събрание. Ако мнозинството е избрало някого за суверен, тоя, който не е бил съгласен с избора трябва да се съгласи с него след това. Човекът облечен във върховна власт не може да бъде наказван от своите поданици. Суверенът може да обявява война и да сключва мир с други народи и държави. Според Хобс може да има само три вида държави. Когато представителят е един човек, държавата е монархия; а когато представителят е събрание на всички, които искат да участват, тогава тя е демокрация; а когато представителят е събрание само на част от гражданите, тогава тя се нарича аристокрация. Понеже материалът на всички тези форми на управление е смъртен: умират не само монарси но, и цели събрания, за да се запази мирът между хората, е необходимо както са били взети мерки за създаване на изкуствен човек, така също да се вземат мерки за създаване на изкуствена вечност на живота. Тази изкуствена вечност е това, което хората наричат право на наследяване. Като най-голяма трудност, свързана с правото на наследяване, съществува при монархия. Защото е трудно да се определи наследник. Придобитата държава е държава, в която върховната власт е била придобита със сила. Властта на суверена, който е станал суверен с насилие, не може да бъде прехвърлена на друг без неговото съгласие, не може да бъде обвинен от никого и наказан от поданиците си. Държавата без върховна власт означава дума без съдържание, и не може да се крепи. Така, за да осигурят своята безопасност, хората поставят върховната власт в ръцете на определено лице или събрание, което да ги контролира.

### Разбиранията за човека и обществото в „Хобсовата държава“
Според Хобс свободен човек е тоя, когото нищо не възпира да върши това, което иска и което неговата физическа сила и ум му позволяват да върши. Страхът и свободата според него са съвместими неща. Например, когато някой си плаща дългът само от страх да не го затворят, и това е постъпка на свободен човек, защото нищо не му е попречило да откаже да плати. Изобщо всичко, което хората вършат като граждани на дадена държава от страх пред закона, е нещо, което те имат свободата и да не вършат. Свободата и необходимостта са съвместими неща. Така водата на всяка река има не само свободата да тече в своето корито, а за нея това е и необходимост. Същото е и при действия, които хората вършат доброволно тъй като тези действия се дължат на волята на хората, те се дължат на свободата, а всяка проява на човешка воля се дължи на някоя причина. Под групи Хобс разбира известен брой хора, обединени от общ интерес. От тях едни са подредени а други неподредени. Подредени са тия, при които един човек или събрание е учредено да представлява цялата група. Всички останали групи са неподредени. От подвластните групи едни са политически, а други частни. Политически са тия, които са създадени чрез пълномощия, дадени от върховната власт на държавата. Частни са тия които са учредени от поданиците по взаимно съгласие между тях. От частните групи едни са законни, други незаконни. Законни са тия, които са позволени от държавата, всички други са незаконни. Неподредените групи са тия, които нямат представител и се състоят само от хора, които са се събрали на едно място. Разнообразието на политическите тела е почти безкрайно. Те се различават едни от други не само по разните функции, за които са учредени и които сами по себе си са безкрайно разнообразни. Държавен служител е тоя, на когото суверенът, бил той монарх или събрание, възлага известни функции и го упълномощава да представя чрез тях държавата. На някои от държавните служители е възложено общото управление на цялата държава или на част от нея. Тия, на които е възложено управлението на цялата държава, са  регенти. На тях предшественикът на малолетния крал възлага цялото управление на кралството през времето на малолетието му. Служителите, които управляват част от държавата или отделни области, са управители заместници, на които монархът или върховното събрание възлага управление. На други служители са поверени специални отрасли на управлението, тоест специални задачи в страната или вън от нея. Служителите на върховната власт са и тия, на които им е дадено право да учат хората на техните задължения спрямо върховната власт. Държавни служители са също и тия, на които е дадена власт от суверена да се грижат за изпълнението на всички издадени съдебни решения, да потушават безредици, да арестуват и затварят злосторници и други актове, които имат за цел запазването на мира. Държавни служители в чужбина са тия, които представляват своя суверен в чужди държави. Такива са посланиците, куриерите, агентите, пратени по държавни работи от името на държавата. 

### Законите в „Хобсовата държава“
Когато няма държава има постоянна война на всеки човек против неговия съсед и всеки е господар само на това, което е взел и държи насилствено. Това не е нито собственост, нито общо владение, а само несигурност. Признанието на всяка собственост зависи от това дали съществуват граждански закони. Махнат ли се гражданските закони никой няма да знае кое е негово или кое е чуждо. Гражданските закони са тези, които хората са длъжни да спазват като членове на държавата. Законодателят във всички държави е само суверенът или събранието. Суверенът на държавата, без значение дали той е един човек или събрание, не е подчинен на гражданските закони. С изключение на естествените закони, всички други закони трябва да бъдат съобщавани или устно, или писмено на тези, които ще трябва да им се подчиняват. Законите се делят на естествени и положителни. Естествени са тия, които са съществували от край време, те се наричали не само естествени, но и морални закони и тяхната същност са такива добродетели като справедливостта, безпристрастността и всички тия душевни качества, които предразполагат към мир и милосърдие. Положителните са тия закони, които не са съществували от край време, но са станали закони по волята на тия, които са имали върховна власт над другите. Те са или писани, или съобщени на хората в някаква друга форма, която изразява ясно волята на законодателя. Законите и хартите не са едно и също нещо. Хартите представляват дарения на суверена и не са закони, а освобождаване от закони. Закон може да бъде издаден, за да бъдат обвързани с него всички поданици на някоя държава. Свобода или харта се дава само на един човек или на някоя част от народа. Ако в една държава целият народ се радва на свобода на по отношение на нещо, може да се каже, че по отношение на това нещо не е бил издаден никакъв закон или ако е бил издаден, е отменен.

### „За тялото“
„За тялото“ (De Corpore) е първата част от трилогията на Хобс „Елементите на философията“. Заглавието на творбата е двусмислено, тъй като Хобс приравнява „тялото“ и „субстанцията“. В първия смисъл означава трактат за природата на материалния свят или физиката. Във втория си смисъл означава трактат за битието или метафизиката. Тази двусмисленост съответства на двусмислеността на думата „философия“, която значи и метафизика, и естествена философия.
- Първа част: Изчисление или логика – покрива езика, разсъждението, природата на знанието и научният метод.
- Втора част: Първа философия – обхваща пространството, времето и субстанцията, но след това разглежда и величината, която не е толкова „първа философия“ колкото технически текст по геометрия и пропорции.
- Трета част: Съотношението на движения и величини – продължава дискусията за геометрия и пропорции, но също така прави и някои общи заключения за законите на механиката.
- Четвърта част: Физика или явленията в природата – се състои главно от описания на различни природни феномени. Въпреки това тя започва с описание на животинските (и човешки) усещания и мотивации.

### Социални възгледи
Механистичният светоглед на Хобс оказва силно влияние при обяснението на антропологичните проблеми. Той съсредоточава заниманията си по отношение изясняването жизнедейността на човека – на физическите и духовните му качества. Разглежда живота напълно механистично и автоматично като движение на органите, при това сърцето е пружина, нервите – конци, а ставите – колела, предавайки движението по цялата машина на човешкото тяло.
Хобс по-последователно провежда позициите на механистичния материализъм в сравнение с Декарт. Не възприема неговата теза за съществуването на разумна душа, определена от духовната субстанция. Усещанията възникват по силата на сблъсъка на движението, идващо от външните тела и движението от органите на сетивата. Образите за величина, фигура и движение отговарят на породилите ги неща, а тези за цвят, вкус, мирис и др. са „призраци“, „голямо заблуждение на сетивата“.
В дълбоко заблуждение и примитивност изпада авторът на „За човека“, правейки опит да обясни общите психофизични проблеми с механичното движение. Философът сам съзнава това и се озадачава от факта, че „от телата, съществуващи в природата, някои притежават отражение почти на всички неща, други не притежават никакви“. Движенията на езика на камбанката, колебаейки частиците на въздуха въздействат върху човешкия организъм и предизвикват определени изменения в него, но как от тях възниква звукът, остава неразбираемо. Това с още по-голяма сила важи за произхода на езика и мисловната способност на човека. Безсилен да даде обяснение на всички тези явление, Хобс протяга ръка към Бога.
Макар и да разглежда човека като едно от безкрайно съществуващите тела, това съвсем не означава, че го отъждествява с тях. За него той е разумно същество, субект на морала и политиката. Моралната (гражданската) философия изучава създадените от човека тела. За тази цел използва дедуктивно-синтетичния метод. Изходно нейно основно понятие е понятието човешка природа. Най-специфичната за човека, според Хобс, е егоистичната му природа. „Човекът действа заради любовта към себе си, а не към другите“, посочва той. Затова когато хората нямат общ враг „воюват помежду си поради личните си интереси“. В обществото съществува многообразие от лични и обществени интереси. Обикновено интересите на господстваща класа се обявяват за индивидуални, надкласови, надисторически, т.е. за всеобщи. Отношенията между отделните интереси са твърде сложни. Сложната игра, която възниква между тях, в резултат на съответствието или несъответствието им, не позволява създаването на науката за правото, обясняваща обществената справедливост. Разликата между класовите и некласовите учения се изразява в това, че първите се оспорват от перото и меча, а вторите (например тези за фигурите и линиите) не подлежат на спор, тъй като различните класи имат еднакво отношение към тях.
Хобс отрича божествения характер на категориите добро и зло и извънвремевата им ценност. Те винаги имат конкретноисторическа обусловеност. За хората добро е всичко онова, което им се нрави и им носи полза, а зло – противоположното състояние. „Думите добро, зло, пише той, и нещо достойно за презрение се употребяват винаги с оглед на лицето, което си служи с тях, тъй като няма нищо, което да е просто и абсолютно такова каквото е, нито има някакво общо правило за това, какво е добро и какво зло, което може да се извлече от естеството на самите обекти. То може да се извлече от личността на отделния човек там дето няма държава или в държава, от лицето, което е неин представител или от арбитъра или съдията, когато хората, които не са съгласни помежду си, ще назначат по общо съгласие решението на когото ще бъде за тях това правило, за което говорим.“
Английският философ не отстранява категорията воля, но се стреми към натурализация на свободата. Тя може да бъде отнесена и към неодушевените предмети не по-малко, отколкото към разумните създания. Водата например се освобождава, когато се разбият стените на съда, в който е поместена. В най-голяма степен обаче е приложима към човека. В едно отношение той е свободен, но в друго – ограничен (в обществените обстоятелства на своя живот), свободата не противоречи на необходимостта в обществото, а я допълва.
В учението за обществото се преплитат натуралистични и идеалистически елементи. По въпроса за взаимоотношението между личността и обществото съществуват две схващания. Едни философи приемат първичността на обществеността, държавността по отношение на индивида (Аристотел, стоиците), а други (атомистите, Епикур) застават на обратното гледище – извеждат обществото от отделния човек.
Подобно на Макиавели, Хобс акцентира на егоистичната природа на човека. Той се присъединява към Аристотел, че мравките и пчелите могат да се
разглеждат като обществени животни, но същевременно отбелязва, че човешката общност е нещо по-специфично. Човек е разумно същество и затова човешкото общество има съзнателен характер, докато животните живеят съгласувано, но тази съгласуваност се осъществява стихийно, върху основата на техните инстинкти. В животинското царство водещата страна е обществеността, защото вън от нея не се наблюдават случаи на индивидуално оцеляване. При човека, според Хобс, е обратното – първично е частното, а общото – вторично, производно. Отначало хората се занимават с частните си проблеми и ако остане време, тогава решават и обществени задачи. Според него всеки народ преминава два етапа на развитие: додържавен, естествен (status naturalis) и държавен (status civilis). Налице са три вида право – естествен (ius naturale), гражданско (ius civile) и право на народите (ius gentium). Естественото право най-силно се проявява, когато няма държава, собственост, морал и съществува неограничена свобода на човека в процеса на поддържане на неговото собствено съществуване. През този период „човек за човек е вълк“ (homo homini lupus est), съществува „война на всеки срещу всички“. В резултат на това възниква възможността за самоунищожение на човека. За да се избегне, се налага да се премине от естественото състояние на живота на хората към гражданското, за което най-характерно появата на силна централизирана власт. Тя се постига чрез обществения договор, който от своя страна се реализира с помощта на езика.
Идеалистическата същност на теорията за обществения договор се появява в учението за естествените закони (leges naturals). Те се разглеждат като морални нагласи на човешкия ум, подтикващи хората към сключването на обществен договор за отношенията между тях; те автоматично ги привеждат в състояние на държавност и гражданство. Хобс набелязва 20 естествени закона. Първият се изразява в изпитването от всички хора на страх от смъртта, в осъзнаването на необходимостта от мир, защото и най-лошият мир е по-добър от войната. Макар и да имат различно съдържание, в крайна сметка, всичко се обединяват в „златното правило“: „Не прави на другите това, което ти не би желал да бъде направено по отношение на тебе“. Това е морална максима, която ограничава егоизма на всеки човек и го задължава да се съобразява с неговото проявление във всички останали членове на обществото.
Естествените закони действат и в естественото състояние на човека, но се проявяват като тенденции и се ограничават от неговите страсти,
проявяващи се в „свободното“ му състояние. Затова е нужен обществен договор, посредством който се създава държавната власт. Благодарение на нея естествените закони придобиват принудителната сила на правото, която се реализира в гражданските закони. По такъв начин юридическите и моралните закони в Хобсовата философия много тясно се преплитат. Първите се извеждат от вторите и по същество се отъждествяват. Тъкмо в това се проявява нейният идеализъм. Разликата между тях е само в това, че първите са писани, а вторите – неписани, естествени. Според автора на „Левиатан“ държавата е институт, позволяващ да се прояви разумната природа на човека, която го прави, за разлика от естественото му състояние, истински морално създание.
Изясняването спецификата на естествените и юридическите закони лежи в основата на определянето на категорията свобода. Последната се разглежда като подчинение на юридическите норми, определени от обществения договор. Но не всички отношения между хората могат да се обхванат от него – съглашенията на гражданите едни с други, чертите на техния начин на живот, в частност семейния, възпитанието и т.н. Това изразява непълното съвпадение на обществения и държавен живот. От една страна, според Хобс, е необходима силна централизирана власт, за да се избегне произволът в действията на гражданите, а от друга – се съзнава, че прекомерното нейно засилване неизбежно е свързано с убиване на тяхната инициатива и воля за живот. В крайна сметка концепцията на Хобс е антидемократична, защото участниците в обществените си права, за да осигурят по-надеждни условия за своето съществуване, но след това са задължени да се подчиняват на закона. Това подчинение обаче не бива да се разглежда като произвол, а като осъзната необходимост, която е гаранция за самозапазването на гражданите. В този смисъл за продължителя на Бейкъновото учение няма никакво значение каква е формата на държавната власт – демократичната, аристократична или монархия, защото каквото и да е тя, „народът управлява във всяка държава“, тъй като на действието на естествените закони суверенът е подчинен също така като и последният от неговите поданици. В това схващане отново изпъква идеализмът на Хобсовата теория за държавата. Въпреки че вижда реалното неравенство между поданиците на държавата в стремежа едни да господстват над други, да притежават по-голяма свобода по отношение на тях, в последна сметка живее с утопията за безпристрастност на законите както по отношение на богатите, така и на бедните.
Държавата („великият Левиатан“) е създадена от хората. Тя е изкуствено тяло. След като възникне, става независима от тях, придобива пълна
самостоятелност. В резултат на това за първи път се формулира философската концепцията за отчуждението, която се разработва и развива от по-късните философи.
Държавата, според английския мислител, е най-важното условие на развитието на културата. Вън от нея съществува господство на страстите, война, страх, бедност, мерзост, самота, варварство, дивачество, невежество. В нея – господството на разума, мир, безопасност, богатство, общество, изисканост, знание и богосклонност. Социалната философия на Хобс е не само идеалистическа, но и натуралистична. Нейният натурализъм най-ярко се проявява в посочването задължението на държавата да осигури изхранването на своите граждани, като необходима предпоставка за техния интелектуален живот. Затова при разработването на своята философска доктрина Хобс отделя такова внимание на ролята на интересите в развитието на обществото и по-конкретно на материалните интереси. И въпреки че разглеждането на тези проблеми не е основното в неговите изследвания, смята се, че е най-близкият предшественик на английската буржоазна политическа икономия. Уилям V не само лично се познавал с него, но е изпитвал и влиянието на идеите му.
Авторът на „Левиатан“ и „За гражданина“ разглежда и въпроса за същността на религията. Психологическите корени за нейното възникване се крият в страха пред неизвестните и страшни природни сили, в любезността на хората, издигането на някоя неизвестна на тях причина за същността на дадени процеси и явления, в извънприродна сила, детерминираща абсолютно всичко в действителността. „Страхът пред невидимата сила, промислена от ума или въображението върху основата на измислици, допуснати от държавата, се нарича религия, недопуснати – суеверие“, пише той. Същевременно отбелязва, че макар и фантастично да отразява действителността, от религията има известна полза, защото помага за управлението на масите и за поддържане на моралните норми на обществото. Религиозната тематика като цяло се отнася към богооткровената теология. Отрича естествената теология, но признава естествената религия. Тя изразява морала на интелектуалния елит. Възниква по чисто рационален път, без влиянието на светото писание, което има за цел да въздейства върху съзнанието на обикновените хора.
Макар и да обосновава необходимостта от съществуването на религията като обществен институт, Хобс оспорва усилията ѝ да играе приоритетна роля във всички сектори на обществения живот и най-вече по отношение на държава. Доколкото моралът и религията възникват в условията на обществото и не могат да съществуват вън от него, не църквата трябва да подчини на себе си държавата, а тъкмо обратното – необходимо е държавата да бъде водеща по отношение на църквата. От една странна, съществуването на хора – атеисти е недомислие, а от друга – не бива да се преследват, защото ще бъдат наказани от Бога.

## За него

### Фундаментални портрети
- MacDonald, Hugh & Hargreaves, Mary. Thomas Hobbes, a Bibliography, London: The Bibliographical Society, 1952.
- Hinnant, Charles H. (1980). Thomas Hobbes: A Reference Guide, Boston: G. K. Hall & Co.
- Garcia, Alfred (1986). Thomas Hobbes: bibliographie internationale de 1620 à 1986, Caen: Centre de Philosophie politique et juridique Université de Caen.

### Изследвания на проблеми
- Brandt, Frithiof (1928). Thomas Hobbes' Mechanical Conception of Nature, Copenhagen: Levin & Munksgaard.
- Jesseph, Douglas M. (1999). Squaring the Circle. The War Between Hobbes and Wallis, Chicago: University of Chicago Press.
- Leijenhorst, Cees (2002). The Mechanisation of Aristotelianism. The Late Aristotelian Setting of Thomas Hobbes' Natural Philosophy, Leiden: Brill.
- Lemetti, Juhana (2011). Historical Dictionary of Hobbes's Philosophy, Lanham: Scarecrow Press.
- Macpherson, C. B. (1962). The Political Theory of Possessive Individualism: Hobbes to Locke, Oxford: Oxford University Press.
- Malcolm, Noel (2002). Aspects of Hobbes, New York: Oxford University Press.
- Malcolm, Noel (2007). Reason of State, Propaganda, and the Thirty Years' War: An Unknown Translation by Thomas Hobbes, New York: Oxford University Press.
- Manent, Pierre (1996). An Intellectual History of Liberalism, Princeton: Princeton University Press.
- Martinich, A. P. (2003) "Thomas Hobbes" in The Dictionary of Literary Biography, Volume 281: British Rhetoricians and Logicians, 1500–1660, Second Series, Detroit: Gale, pp. 130–44.
- Martinich, A. P. (1995). A Hobbes Dictionary, Cambridge: Blackwell.
- Martinich, A. P. (1997). Thomas Hobbes, New York: St. Martin's Press.
- Martinich, A. P. (1992). The Two Gods of Leviathan: Thomas Hobbes on Religion and Politics, Cambridge: Cambridge University Press.
- Martinich, A. P. (1999). Hobbes: A Biography, Cambridge: Cambridge University Press.
- Oakeshott, Michael (1975). Hobbes on Civil Association, Oxford: Basil Blackwell.
- Pettit, Philip (2008). Made with Words. Hobbes on Language, Mind, and Politics, Princeton: Princeton University Press.
- Robinson, Dave and Groves, Judy (2003). Introducing Political Philosophy, Icon Books. ISBN 1-84046-450-X.
- Ross, George MacDonald (2009). Starting with Hobbes, London: Continuum.
- Shapin, Steven and Shaffer, Simon (1995). Leviathan and the Air-Pump. Princeton: Princeton University Press.
- Skinner, Quentin (1996). Reason and Rhetoric in the Philosophy of Hobbes, Cambridge: Cambridge University Press.
- Skinner, Quentin (2002). Visions of Politics. Vol. III: Hobbes and Civil Science, Cambridge: Cambridge University Press
- Stomp, Gabriella (ed.) (2008). Thomas Hobbes, Aldershot: Ashgate.
- Strauss, Leo (1936). The Political Philosophy of Hobbes; Its Basis and Its Genesis, Oxford: Clarendon Press.
- Strauss, Leo (1959). "On the Basis of Hobbes's Political Philosophy" in What Is Political Philosophy?, Glencoe, IL: Free Press, chap. 7.
- Tönnies, Ferdinand (1925). Hobbes. Leben und Lehre, Stuttgart: Frommann, 3rd ed.
- Tuck, Richard (1993). Philosophy and Government, 1572–1651, Cambridge: Cambridge University Press.
- Vélez, Fabio (2014). La palabra y la espada: a vueltas con Hobbes, Madrid: Maia.
- Vieira, Monica Brito (2009). The Elements of Representation in Hobbes, Leiden: Brill Publishers.
- Zagorin, Perez (2009). Hobbes and the Law of Nature, Princeton NJ: Princeton University Press.